# Discografia de f(x)
Esta é a discografia do girl group sul-coreano f(x). Desde sua estreia em 2009, f(x) lançou quatro álbuns de estúdio, dois extended plays e um álbum reeditado. Elas também têm contribuído em trilhas sonoras de diversos dramas coreano. Seu single de estreia foi "La Cha Ta".

## Álbuns

### Álbuns de estúdio
| Título                                                                                       | Detalhes do álbum | Melhores posições nas paradas | Melhores posições nas paradas | Melhores posições nas paradas | Melhores posições nas paradas | Vendas                                    |
| Título                                                                                       | Detalhes do álbum | KOR                           | JPN                           | US Heat                       | US World                      | Vendas                                    |
| -------------------------------------------------------------------------------------------- | --- | ----------------------------- | ----------------------------- | ----------------------------- | ----------------------------- | ----------------------------------------- |
| Pinocchio                                                                                    | - Lançamento: 20 de abril de 2011 - Gravadoras: SM Entertainment e KMP Holdings - Formatos: CD e Download digital                  | 1                             | —                             | —                             | —                             | - KOR: 65,652+ - JPN: 8,004+              |
| Pinocchio                                                                                    | - Relançamento: 14 de junho de 2011 (Hot Summer) - Gravadoras: S.M. Entertainment e KMP Holdings - Formatos: CD e Download digital | 2                             | —                             | —                             | —                             | - KOR: 61,341+ - JPN: 9,268+              |
| Pink Tape                                                                                    | - Lançamento: 29 de julho de 2013 - Gravadoras: SM Entertainment e KT Music - Formatos: CD e Download digital                      | 1                             | 28                            | 21                            | 1                             | - KOR: 102,434+ - JPN: 11,022+            |
| Red Light                                                                                    | - Relançamento: 7 de julho de 2014 - Gravadoras: SM Entertainment e KT Music - Formatos: CD e Download digital                     | 1                             | 29                            | 13                            | 2                             | - KOR: 93,853+ - JPN: 7,430+              |
| 4 Walls                                                                                      | - Lançamento: 27 de outubro de 2015 - Gravadoras: SM Entertainment e KT Music - Formatos: CD e Download digital                    | 1                             | 39                            | 7                             | 1                             | - KOR: 77,915+ - JPN: 3,700+ - US: 1,000+ |
| "—" indica lançamentos que não figuraram nas paradas ou que não foram lançados nessa região. | |                               |                               |                               |                               |                                           |

### EPs
| Ano                                                                                          | Detalhes do álbum                                                                                              | Melhores posições nas paradas | Melhores posições nas paradas | Melhores posições nas paradas | Vendas                          |
| Ano                                                                                          | Detalhes do álbum                                                                                              | KOR                           | JPN                           | US World                      | Vendas                          |
| Em coreano                                                                                   | Em coreano | Em coreano                    | Em coreano                    | Em coreano                    | Em coreano                      |
| -------------------------------------------------------------------------------------------- | --- | ----------------------------- | ----------------------------- | ----------------------------- | ------------------------------- |
| 2010                                                                                         | Nu ABO - Lançamento: 4 de maio de 2010 - Gravadora: SM Entertainment - Formato: CD, download digital           | 2                             | —                             | —                             | - KOR: 318,088+                 |
| 2012                                                                                         | Electric Shock - Lançamento: 10 de junho de 2012 - Gravadora: SM Entertainment - Formato: CD, download digital | 1                             | 16                            | 2                             | - KOR: 374,443+ - JPN: 115,243+ |
| "—" indica lançamentos que não figuraram nas paradas ou que não foram lançados nessa região. | |                               |                               |                               |                                 |

## Singles
| Título                                                                                       | Ano        | Melhores posições nas paradas | Melhores posições nas paradas | Melhores posições nas paradas | Melhores posições nas paradas | Melhores posições nas paradas | Vendas            | Álbum          |
| Título                                                                                       | Ano        | KOR Gaon                      | KOR Billboard                 | JPN Oricon                    | JPN Billboard                 | JPN RIAJ                      | Vendas            | Álbum          |
| Em coreano                                                                                   | Em coreano | Em coreano                    | Em coreano                    | Em coreano                    | Em coreano                    | Em coreano                    | Em coreano        | Em coreano     |
| -------------------------------------------------------------------------------------------- | ---------- | ----------------------------- | ----------------------------- | ----------------------------- | ----------------------------- | ----------------------------- | ----------------- | -------------- |
| "La Cha Ta"                                                                                  | 2009       | 5                             | —                             | —                             | —                             | —                             |                   | Hot Summer     |
| "Chu~♥"                                                                                      | 2009       | 3                             | —                             | —                             | —                             | —                             |                   | Hot Summer     |
| "Nu ABO"                                                                                     | 2010       | 1                             | —                             | —                             | —                             | —                             | - KOR: 2,214,000+ | Nu ABO         |
| "Pinocchio (Danger)"                                                                         | 2011       | 1                             | 69                            | —                             | —                             | 7                             | - KOR: 2,619,000+ | Pinocchio      |
| "Hot Summer"                                                                                 | 2011       | 2                             | 30                            | —                             | —                             | —                             | - KOR: 3,050,000+ | Hot Summer     |
| "Electric Shock"                                                                             | 2012       | 1                             | 2                             | —                             | —                             | 3                             | - KOR: 2,165,000+ | Electric Shock |
| "Rum Pum Pum Pum''                                                                           | 2013       | 1                             | 1                             | —                             | —                             | —                             | KOR: 941,000+     | Pink Tape      |
| ''Red Light''                                                                                | 2014       | 2                             | 3                             |                               |                               | 3                             | KOR: 555,000+     | Red Light      |
| ''4 Walls''                                                                                  | 2015       | 2                             |                               |                               |                               | 2                             | KOR: 754,000+     | 4 Walls        |
| "Wish List" (12시 25분)                                                                      | 2016       | 21                            | —                             | —                             | —                             | —                             | KOR: 92,000+      |                |
| ''All Mine'                                                                                  | 2016       | 12                            | —                             | —                             | —                             | 2                             | KOR: 242,000+     |                |
| "—" indica lançamentos que não figuraram nas paradas ou que não foram lançados nessa região. |            |                               |                               |                               |                               |                               |                   |                |

### Singles promocionais
| Ano                                                                                          | Título                                                        | Melhores posições | Álbum                |
| Ano                                                                                          | Título                                                        | KOR               | Álbum                |
| Em coreano                                                                                   | Em coreano                                                    | Em coreano        | Em coreano           |
| -------------------------------------------------------------------------------------------- | ------------------------------------------------------------- | ----------------- | -------------------- |
| 2009                                                                                         | "Chocolate Love" (versão electro-pop) (com Girls' Generation) | 7                 | Lançamento sem álbum |
| 2011                                                                                         | "...Is It OK?"                                                | 108               | Hot Summer           |
| Em chinês                                                                                    |                                                               |                   |                      |
| 2010                                                                                         | "Lollipop" (feat. M.I.C)                                      | —                 | Lançamento sem álbum |
| "—" indica lançamentos que não figuraram nas paradas ou que não foram lançados nessa região. |                                                               |                   |                      |

## Outras canções
| Ano                                                                                          | Título                    | Melhores posições nas paradas | Melhores posições nas paradas | Álbum          |
| Ano                                                                                          | Título                    | KOR Gaon                      | KOR Billboard                 | Álbum          |
| -------------------------------------------------------------------------------------------- | ------------------------- | ----------------------------- | ----------------------------- | -------------- |
| 2010                                                                                         | "Ice Cream"               | 71                            | —                             | Nu ABO         |
| 2010                                                                                         | "Sorry (Dear. Daddy)"     | 77                            | —                             | Nu ABO         |
| 2010                                                                                         | "Surprise Party"          | 84                            | —                             | Nu ABO         |
| 2010                                                                                         | "ME+U"                    | 88                            | —                             | Nu ABO         |
| 2011                                                                                         | "Lollipop" (feat. SHINee) | 33                            | —                             | Pinocchio      |
| 2011                                                                                         | "Love"                    | 66                            | —                             | Pinocchio      |
| 2011                                                                                         | "Dangerous"               | 68                            | —                             | Pinocchio      |
| 2011                                                                                         | "Sweet Witches"           | 77                            | —                             | Pinocchio      |
| 2011                                                                                         | "Beautiful Goodbye"       | 79                            | —                             | Pinocchio      |
| 2011                                                                                         | "Gangsta Boy"             | 94                            | —                             | Pinocchio      |
| 2011                                                                                         | "My Style"                | 98                            | —                             | Pinocchio      |
| 2011                                                                                         | "Stand Up!"               | 100                           | —                             | Pinocchio      |
| 2011                                                                                         | "So Into U"               | 101                           | —                             | Pinocchio      |
| 2012                                                                                         | "Jet"                     | 24                            | 39                            | Electric Shock |
| 2012                                                                                         | "Beautiful Stranger"      | 29                            | 42                            | Electric Shock |
| 2012                                                                                         | "Zig Zag"                 | 40                            | 52                            | Electric Shock |
| 2012                                                                                         | "Love Hate"               | 44                            | 63                            | Electric Shock |
| 2012                                                                                         | "Let's Try"               | 47                            | 71                            | Electric Shock |
| "—" indica lançamentos que não figuraram nas paradas ou que não foram lançados nessa região. |                           |                               |                               |                |

## Trilhas sonoras
| Ano  | Título                                                                          | Melhores posições | Álbum                                 |
| Ano  | Título                                                                          | KOR               | Álbum                                 |
| ---- | ------------------------------------------------------------------------------- | ----------------- | ------------------------------------- |
| 2009 | "Hard but Easy" (Luna e Krystal) (trilha sonora para Invincible Lee Pyung Kang) | —                 | Easy to difficult                     |
| 2010 | "Spread Its Wings" (Krystal, Luna e Amber) (trilha sonora para Master of Study) | —                 | Master of Study OST Parte 2           |
| 2010 | "Calling Out" (Krystal, Luna) (trilha sonora para Cinderella's Sister)          | —                 | Cinderella's Sister OST               |
| 2010 | "Thrill Love" (trilha sonora para Hungry Romeo, Luxury Juliet)                  | 16                | Lançamento sem álbum                  |
| 2010 | "I Love You, I Love You" (trilha sonora para More Charming by the Day)          | 36                | Lançamento sem álbum                  |
| 2010 | "Beautiful Day" (Luna) (trilha sonora para Please Marry Me)                     | —                 | Please Marry Me OST                   |
| 2010 | "And I Love You" (Luna, Yesung) (trilha sonora para President)                  | —                 | President OST                         |
| 2011 | "You Are Hiding A Secret (...Is It OK?)" (trilha sonora para Paradise Ranch)    | 55                | Hot Summer                            |
| 2011 | "Because of Me"(Krystal) (trilha sonora para Sign)                              | —                 | Sign OST                              |
| 2011 | "Garagabana"(f(x)) (trilha sonora para o jogo online Puzzle Bubble)             | —                 | Puzzle Bubble OST                     |
| 2011 | "1, 2, 3"(f(x))                                                                 | —                 | 2011 Winter SMTown – The Warmest Gift |
| 2012 | "Butterfly" (Krystal feat. Jessica)                                             | —                 | To the Beautiful You OST              |
| 2012 | "It`s Me" (Luna feat. Sunny)                                                    | —                 | To the Beautiful You OST              |
| 2012 | "Say Yes" (Krystal feat. Jessica e Kris)                                        | —                 | Cobu 3D                               |
| 2012 | "It's Okay"(Luna) (trilha sonora para Cheongdamdong Alice)                      | —                 | Cheongdam-dong Alice OST              |

## Participações
| Ano  | Detalhes                                                                                    | Canção                                        | Artistas                            |
| ---- | ------------------------------------------------------------------------------------------- | --------------------------------------------- | ----------------------------------- |
| 2009 | 2009, Year of Us - Lançamento: 14 de outubro de 2009 - Língua: coreano                      | Faixa 4: "Get Down"                           | SHINee feat. Luna                   |
| 2010 | 5 Men's 5th Story (EP) - Lançamento: 13 de janeiro de 2010 - Língua: coreano                | Faixa 2: "별꼴이야 (Byeolkoliya)"             | Tin Tin Five feat. f(x)             |
| 2010 | The First Second - Lançamento: 24 de junho de 2010 - Língua: chinês                         | Faixa 1: "I'm Back"                           | Danson Tang feat. Amber             |
| 2010 | Into the New World - Lançamento: 30 de dezembro de 2010 - Língua: coreano                   | Disco: 2 Faixa 8: "1, 2 Step"(cover de Ciara) | Yuri feat. Amber                    |
| 2011 | Mr. Simple / A-Cha - Lançamento: 19 de setembro de 2011 - Língua: coreano                   | Faixa 4: "Oops!"                              | Super Junior feat. f(x)             |
| 2011 | Super Show 3 Tour Concert Album - Lançamento: 24 de outubro de 2011 - Língua: coreano       | Disco: 1 Faixa 14: "아이돌이 헤어지는 방법"   | Heechul do Super Junior feat. Sulli |
| 2011 | 2011 Winter SMTown – The Warmest Gift - Lançamento: 13 de dezembro de 2011 - Língua: inglês | Faixa 9: "1, 2, 3"                            | f(x)                                |

## Álbuns de vídeo

### Participações
| Ano  | Detalhes | Canção                                        | Artistas                              |
| ---- | --- | --------------------------------------------- | ------------------------------------- |
| 2011 | Girls' Generation - The 1st Asia Tour: Into the New World - Lançamento: 17 de agosto de 2011 - Língua: coreano / japonês / chinês | DISCO: 2 Faixa 8: "1, 2 Step"(cover de Ciara) | Yuri feat. Amber                      |
| 2011 | Super Junior - The 3rd Asia Tour: Super Show 3 - Lançamento: 22 de dezembro de 2011 - Língua: coreano / japonês / chinês          | DISCO: 1 Faixa 15: "아이돌이 헤어지는 방법"   | Heechul do Super Junior feat. Krystal |
| 2012 | SMTOWN LIVE in TOKYO SPECIAL EDITION - Lançamento: 22 de fevereiro de 2012 - Língua: coreano / japonês                            |                                               | f(x)                                  |

## Vídeos musicais
| Ano  | Título                                    | Duração | Notas                                                   |
| ---- | ----------------------------------------- | ------- | ------------------------------------------------------- |
| 2009 | "La Cha Ta" (estilizado como "LA chA TA") | 3:26    |                                                         |
| 2009 | "Chocolate Love" (versão electro-pop)     | 3:49    | Filme comercial para as promoções do LG Chocolate.      |
| 2009 | "Chu" (estilizado como "Chu~♡")           | 3:18    |                                                         |
| 2010 | "Lollipop"com M.I.C                       | 3:14    | Filme comercial para as promoções do LG Lollipop.       |
| 2010 | "Thrill Love"                             | 2:57    | Trilha sonora para o drama Hungry Romeo, Luxury Juliet. |
| 2010 | "Nu ABO"                                  | 3:49    |                                                         |
| 2010 | "Beautiful Day"                           | 1:22    | Filme comercial para X Jeans da Calvin Klein.           |
| 2011 | "Pinocchio (Danger)"                      | 3:13    |                                                         |
| 2011 | "Hot Summer"                              | 3:46    |                                                         |
| 2012 | "Electric Shock"                          | 3:18    |                                                         |